# Welcome (album)
Welcome je peti studijski album skupine Santana, ki je izšel leta 1973. Kot predhodnik Caravanserai, tudi Welcome vsebuje jazz fusion. Album je bil posnet v nekoliko spremenjeni in povečani zasedbi. Gregg Rolie in Neal Schon sta pred snemanjem albuma zapustila skupino in ustanovila skupino Journey. Nadomestili so ju Tom Coster, Leon Thomas in John McLaughlin, ki so že prej sodelovali s Carlosom Santano. Pri snemanju albuma je sodelovala tudi vdova Johna Coltrana, Alice, ki je prispevala klavir pri skladbi »Going Home« ter Flora Purim, ki je prispevala vokale. Ker je bil Welcome bolj eksperimentalen kot prvi štirje albumi ni vseboval hit singlov.
Leta 2003 je bil album ponovno izdan skupaj z bonus skladbo »Mantra«, ki je bila posneta na jam sessionu, kjer so sodelovali Carlos Santana, Tom Coster in Michael Shrieve.

## Seznam skladb

### LP
| Stran 1 | Stran 1                      | Stran 1                                      | Stran 1 |
| Št.     | Naslov                       | Pisec                                        | Dolžina |
| ------- | ---------------------------- | -------------------------------------------- | ------- |
| 1.      | „Going Home‟                 | Antonin Dvořák, arr. Alice Coltrane, Santana | 4:10    |
| 2.      | „Love, Devotion & Surrender‟ | Santana, Richard Kermode                     | 3:35    |
| 3.      | „Samba de Sausalito‟         | José Areas                                   | 3:08    |
| 4.      | „When I Look into Your Eyes‟ | Michael Shrieve, Tom Coster                  | 2:18    |
| 5.      | „Yours Is the Light‟         | Kermode, Shrieve                             | 5:44    |

| Stran 2 | Stran 2         | Stran 2                              | Stran 2 |
| Št.     | Naslov          | Pisec                                | Dolžina |
| ------- | --------------- | ------------------------------------ | ------- |
| 6.      | „Mother Africa‟ | Herbie Mann, arr. Coster, Santana    | 5:54    |
| 7.      | „Light of Life‟ | Santana, Kermode, Coster             | 3:49    |
| 8.      | „Flame - Sky‟   | Doug Rauch, Santana, John McLaughlin | 11:32   |
| 9.      | „Welcome‟       | John Coltrane                        | 6:28    |

### Re-izdaja 2003
| Št. | Naslov   | Pisec                    | Dolžina |
| --- | -------- | ------------------------ | ------- |
| 10. | „Mantra‟ | Santana, Shrieve, Coster | 6:10    |

## Osebje

### Člani skupine
- Carlos Santana – električna kitara (2-5, 7-9), akustična kitara (2), bas kitara (6), kalimba (6), tolkala (1, 7), vokali (2), producent
- Tom Coster – Yamaha orgle (1, 4, 6, 8), Hammond orgle (2, 4, 5), električni klavir (3, 7), akustični klavir (6, 8, 9), orgle (7), marimba (6), tolkala (3), godalni aranžmaji (7), producent
- Richard Kermode – Hammond orgle (1, 3, 8), mellotron (1), električni klavir (2, 4-7, 9), akustilni klavir (5), marimba (4), shekere (4, 6), tolkala (3)
- Douglas Rauch – bas kitara (1-5, 7-9)
- Michael Shrieve – bobni (1, 2, 4-8), producent
- José "Chepito" Areas – tolkala (3, 9), konge (3), timbales (2, 3, 6, 7)
- Armando Peraza – tolkala (1, 3, 9), konge (2, 4-8), bongos (4), cabasa (5)
- Leon Thomas – solo vokali (2, 4, 7), žvižganje (5)

### Dodatni glasbeniki
- Wendy Haas – vokali (2, 4)
- Flora Purim – solo vokali (5)
- John McLaughlin – kitara (8)
- Joe Farrell – solo flavta (4)
- Bob Yance – flavta (4, 5)
- Mel Martin – flavta (4, 5)
- Douglas Rodriguez – ritem kitara (4)
- Tony Smith – bobni (3)
- Jules Broussard – sopran saksofon (6)
- Greg Adams – godalni aranžmaji (7)

### Produkcija
- Glen Kolotkin - inženir
- Bob Irwin - producent re-izdaje 2003

## Certifikati
| Regija                    | Certifikat | Prodaja |
| ------------------------- | ---------- | ------- |
| Kanada (Music Canada)     | Zlat       | 50,000  |
| Združeno kraljestvo (BPI) | Srebrn     | 60,000  |
| ZDA (RIAA)                | Zlat       | 500,000 |